# Eugaurax fasciventris
Eugaurax fasciventris är en tvåvingeart som beskrevs av Oswald Duda 1930. Eugaurax fasciventris ingår i släktet Eugaurax och familjen fritflugor. Inga underarter finns listade i Catalogue of Life.